# Kathedrale der Heiligen Georg und Nikolaus
Die Kathedrale der Heiligen Georg und Nikolaus, auch Georg-und-Nikolaus-Kathedrale (arabisch كنيسة القديسين جاورجيوس ونيقولاوس للروم الملكيين الكاثوليك), ist eine Kirche in der irakischen Hauptstadt Bagdad, die im Jahre 1962 geweiht wurde. Sie ist die Kathedrale des Erzbistums Bagdad der Melkitischen Griechisch-katholischen Kirche.

## Standort
Die griechisch-katholische Georg-und-Nikolaus-Kathedrale steht im Stadtteil Karrada auf 38 m Meereshöhe etwa 1 km östlich vom Ostufer des Tigris und rund 100 m nordöstlich der chaldäisch-katholische Josefskathedrale (zwei Straßenblöcke weiter).

## Geschichte
Die melkitische griechisch-katholische Kirche war in Mesopotamien bis ins 19. Jahrhundert kaum präsent. Das Patriarchal-Exarchat Irak der Griechisch-katholischen Kirche wurde vom Patriarchen der melkitischen griechisch-katholischen Kirche Maximos III. Mazloum am 17. September 1838 gegründet. Der erste melkitische Priester, Makarios Andraos aus Aleppo, schloss sich jedoch den syrischen Katholiken in Bagdad an, Romanos Kallab nach Makariou Tod 1886 dagegen den armenischen Katholiken. Dessen Nachfolger ab 1926, Archimandrit Maximos Hakim, begann wiederum, eine eigene melkitische Gemeinde aufzubauen, und die erste melkitische Kapelle im Bagdader Christlichen Viertel Aqd an-Nasara entstand. Im Stadtbezirk Karrada wurde schließlich die Kirche der Heiligen Georg und Nikolaus errichtet, die am 27. April 1962 geweiht wurde und nun als Kathedrale des melkitischen Patriarchal-Exarchats Irak diente.
Nach der Invasion der US-Truppen in Irak 2003 wurde das Leben für die melkitischen wie auch andere Christen wegen der Christenverfolgungen durch islamistische Aufständische kaum erträglich. Die melkitsche Kathedrale der Heiligen Georg und Nikolaus wurde bereits am 17. Oktober 2003 durch einen Bombenanschlag zerstört. Sie wurde wieder aufgebaut, doch sank die Zahl der melkitischen Gläubigen im Exarchat Irak auf 400 im Jahre 2011 und weiter auf 200 in den Jahren 2012 und 2017. Der letzte Erzbischof, der 1930 in Libanon geborene und seit 2007 amtierende Georges El-Murr, trat circa 2004 vom Amt zurück. Seitdem ist der Exarchatsitz vakant.

## Architektur
Die griechisch-katholische Georg-und-Nikolaus-Kathedrale ist eine in südwestlich-nordöstlicher Richtung stehende Kreuzkirche mit einem langen Hauptschiff und einem kurzen Querschiff, das ersteres nahe dem nordöstlichen Ende kreuzt. Über der Vierung ist ein Tambour mit rundem Querschnitt und zwölf Fenstern, darauf eine halbkugelige Kuppel mit Kreuz. Im Nordosten befinden sich der Altar und die Apsis. Sowohl das Haupt- als auch das Querschiff sind mit einem Tonnendach gedeckt. Am nordwestlichen Ende befindet sich ein Porticus und darüber ein Obergeschoss, auf dem ein dreigeschossiger Glockenturm mit quadratischem Querschnitt und Kuppeldach mit Kreuz sitzt.